# 谢克 (德塞夫勒省)
谢克（法語：Sciecq，法語發音：[sjɛk]）是法国德塞夫勒省的一个市镇，属于尼奥尔区。

## 地理
谢克（46°22'24"N, 0°28'15"W）面积4.33 平方千米，位于法国新阿基坦大区德塞夫勒省，该省份为法国西部内陆省份，北起曼恩-卢瓦尔省，西接旺代省，南至夏朗德省和滨海夏朗德省，东临维埃纳省。
与谢克接壤的市镇（或旧市镇、城区）包括：埃希雷、尼奥尔、圣马克西尔、圣雷米。

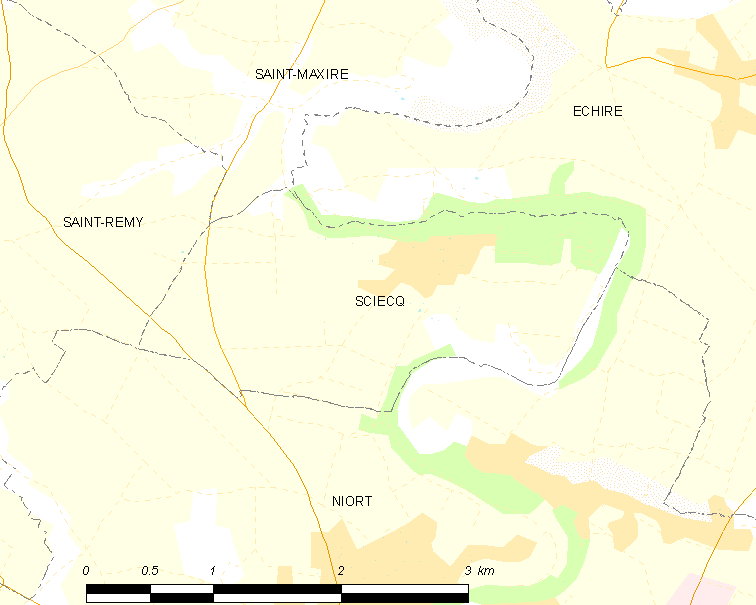
的OSM定位图

谢克的时区为UTC+01:00、UTC+02:00（夏令时）。

## 行政
谢克的邮政编码为79000，INSEE市镇编码为79308。

## 政治
谢克所属的省级选区为欧蒂兹-埃格赖县。

## 人口

1962-2008年间人口变化图示

谢克于2022年1月1日时的人口数量为663人。